# Марі-Сіссі Лябреш
Марі́-Сіссі́ Лябре́ш (фр. Marie-Sissi Labrèche, *1969, Монреаль) — квебекська письменниця.
Змінивши кілька університетських програм, вона, зрештою, закінчила магістерку з літературної творчості у Квебекському університеті у Монреалі. До 2008 працювала позаштатною журналісткою у кількох журналах, зокрема у часописі Clin d’œil. Її оповідання публікувалися у літературних виданнях Квебеку (Stop, XYZ, Nouvelles fraîches).
Її перший роман, Borderline, було відразу ж помічено критиками. Вона також є авторкою сценарію однойменного фільму за цим романом. 
Твори письменниці перекладено німецькою, російською, голландською і грецькою.

## Нагороди
- 2009 - разом з Лін Шарлебуа (фр. Lyne Charlebois) - 29th Genie Award, screenplay Adapted Screenplay за сценарій Borderline
- 1999 - Літературна премія Radio-Canada, Dessine-moi un mouton
- 1997 - Премія журналу Nouvelles fraîches, J'ai dix doigts

## Твори
- Psy malgré moi, видавництво La courte échelle, колекція Epizzod, 2009
- La Lune dans un HLM, видавництво Boréal, 2006
- Montréal, la marge au cœur, видавництво Autrement, 2004
- La brèche, видавництво Boréal, вересень 2002
- Borderline, видавництво Boréal 2000, перевидано у квітні 2003, перекладено на німецьку, грецьку, російську і голландську мови.

## Зовнішні посилання
- Сторінка Марі-Сіссі Лябреш на сайті Epizzod.com [Архівовано 9 грудня 2012 у Wayback Machine.]

1. 1 2 3  Чеська національна авторитетна база даних